# Округ Стори (Ајова)
Стори (енгл. Story County) је округ у америчкој савезној држави Ајова.

## Демографија
По попису из 2010. године број становника је 89.542, што је 9.561 (12,0%) становника више него 2000. године.
| Група             | 2000.          | 2010.          |
| Белци             | 72.221 (90,3%) | 77.812 (86,9%) |
| Афроамериканци    | 1.463 (1,8%)   | 2.196 (2,5%)   |
| Азијати           | 4.080 (5,1%)   | 5.383 (6,0%)   |
| Хиспаноамериканци | 1.238 (1,5%)   | 2.695 (3,0%)   |
| Укупно            | 79.981         | 89.542         |